# Deileptenia argillacearia
Deileptenia argillacearia är en fjärilsart som beskrevs av Alfred Ernest Wileman 1911. Deileptenia argillacearia ingår i släktet Deileptenia och familjen mätare. Inga underarter finns listade i Catalogue of Life.